# Ayuntamiento de Pontevedra
El Ayuntamiento de Pontevedra (en gallego: Concello de Pontevedra) se encarga de gobernar la ciudad y el municipio español de Pontevedra, capital de la provincia gallega homónima. 
Está presidido por el alcalde de Pontevedra, que desde 1979 es elegido democráticamente por sufragio universal. Actualmente, desde el año 1999, ocupa dicho cargo Miguel Anxo Fernández Lores, del BNG.

## Alcaldes
| Periodo   | Nombre                          | Partido                            |
| --------- | ------------------------------- | ---------------------------------- |
| 1979-1983 | José Rivas Fontán               | Unión de Centro Democrático (UCD)  |
| 1983-1987 | José Rivas Fontán               | Alianza Popular (AP)               |
| 1987-1991 | José Rivas Fontán               | Independientes de Galicia          |
| 1991-1995 | Francisco Javier Cobián Salgado | Partido Popular de Galicia (PPdeG) |
| 1995-1999 | Juan Luis Pedrosa Fernández     | Partido Popular de Galicia (PPdeG) |
| 1999-2003 | Miguel Anxo Fernández Lores     | Bloque Nacionalista Galego (BNG)   |
| 2003-2007 | Miguel Anxo Fernández Lores     | Bloque Nacionalista Galego (BNG)   |
| 2007-2011 | Miguel Anxo Fernández Lores     | Bloque Nacionalista Galego (BNG)   |
| 2011-2015 | Miguel Anxo Fernández Lores     | Bloque Nacionalista Galego (BNG)   |
| 2015-2019 | Miguel Anxo Fernández Lores     | Bloque Nacionalista Galego (BNG)   |
| 2019-2023 | Miguel Anxo Fernández Lores     | Bloque Nacionalista Galego (BNG)   |
| 2023-act. | Miguel Anxo Fernández Lores     | Bloque Nacionalista Galego (BNG)   |

## Historia
En la legislatura 2011-2015 el Ayuntamiento de Pontevedra estaba formado por 25 concejales, once del BNG, once del PP y tres del PSdeG-PSOE. La alcaldía de la ciudad desde 1999 es ocupada por el médico y político del BNG Miguel Anxo Fernández Lores, revalidando el bastón de mando consecutivamente en los comicios de los años 2003, 2007 y 2011. 
En las elecciones municipales de 2007 el PP (con el exalcalde de Sangenjo Telmo Martín a la cabeza) pasó a ser la fuerza más votada, y el BNG, equipo del alcalde, perdió apoyos en favor de los socialistas (1 concejal) y los populares (2 concejales). Este nuevo mayor peso de los concejales socialistas fue el que provocó un largo desacuerdo que demoró la firma del pacto del tercer gobierno coaligado BNG-PSdeG.
En el reparto de concejalías durante el mandato 2007-2011, el BNG ocupaba las de Ordenación del Territorio, Medio ambiente urbano, Promoción de la mejora del monte, Obras públicas urbanas, Movilidad, Protección ciudadana, Hacienda, Deportes, Juventud, Universidad, Cultura fiestas y normalización lingüística, Sociedad del Conocimiento y Cementerios y Consumo. Mientras, el PSdeG obtenía las concejalías de Urbanismo (reducida a gestión urbanística), Medio ambiente natural, Gestión del ciclo del agua, Obras públicas, Vivienda, Patrimonio histórico (urbanismo del casco histórico), Régimen interior del Ayuntamiento y Gestión del Personal Municipal, Gestión del patrimonio municipal, Fomento y promoción del turismo, Promoción de la actividad económica y fomento del empleo, Política de igualdad, Servicios sociales y Educación no universitaria. Además la tenencia de alcaldía volvía a ser, como en la anterior legislatura, para Teresa Casal (PSdeG).
Las elecciones de 2011 depararían otro cambio en el panorama político pontevedrés. A la vez que la crisis económica hacía mella en la mayor parte de España, provocando la caída de la mayor parte de los territorios en manos de los populares, en detrimento de los socialistas, el caso pontevedrés experimentaba un acusado descenso de más de 2000 votos para el PP y 4000 para el PSdeG. Por el contrario, el BNG experimentó un ascenso de 4718 votos respecto a los pasados comicios, situándose solo a 114 votos del Partido Popular, a la par que de la mayoría absoluta. Por ello, el reparto de concejales quedó en 11 para Partido Popular (17244 papeletas), 11 para el Bloque Nacionalista Galego (17130 papeletas) y 3 para el Partido dos Socialistas de Galicia-PSOE (5803 votos).
El descalabro del PSdeG se vio en parte acuciado al desgaste producido por la crisis económica, ya que ellos gobernaban el estado central durante la época y, posiblemente, al cambio de caras en el frente de su delegación pontevedresa, en la cual Antón Louro pasó a ser el líder en detrimento de la anterior líder, Teresa Casal.

## Pleno
| Partido político | Partido político                                | 2023   | 2019   | 2015   | 2011   | 2007   | 2003   | 1999   |
| Partido político | Partido político                                | Ediles | Ediles | Ediles | Ediles | Ediles | Ediles | Ediles |
|                  | Partido Popular de Galicia (PPdeG)              | 11     | 9      | 7      | 11     | 12     | 10     | 10     |
|                  | Bloque Nacionalista Galego (BNG)                | 9      | 11     | 12     | 11     | 7      | 10     | 10     |
|                  | Partido dos Socialistas de Galicia (PSdeG-PSOE) | 5      | 4      | 3      | 3      | 6      | 5      | 5      |
|                  | Cidadáns (Cs)                                   | 0      | 1      | 1      | —      | —      | —      | —      |
|                  | Podemos-Esquerda Unida (EU)-En Marea            | 0      | 0      | 2      | 0      | 0      | 0      | 0      |

## Resultados electorales
| Partido político                                | 2023  | 2023   | 2023       | 2019  | 2019   | 2019       | 2015  | 2015   | 2015       | 2011  | 2011   | 2011       | 2007  | 2007   | 2007       | 2003  | 2003   | 2003       | 1999  | 1999   | 1999       |
| Partido político                                | %     | Votos  | Concejales | %     | Votos  | Concejales | %     | Votos  | Concejales | %     | Votos  | Concejales | %     | Votos  | Concejales | %     | Votos  | Concejales | %     | Votos  | Concejales |
| Partido Popular de Galicia (PPdeG)              | 38,85 | 16 096 | 11         | 30,00 | 12 440 | 9          | 27,10 | 10 725 | 7          | 39,52 | 17 244 | 11         | 44,15 | 19 387 | 12         | 35,68 | 15 946 | 10         | 38,92 | 15 505 | 10         |
| Bloque Nacionalista Galego (BNG)                | 31,37 | 13 000 | 9          | 39,79 | 16 500 | 11         | 43,08 | 17 050 | 12         | 39,25 | 17 130 | 11         | 28,26 | 12 412 | 7          | 38,93 | 17 400 | 10         | 37,37 | 14 887 | 10         |
| Partido dos Socialistas de Galicia (PSdeG-PSOE) | 17,71 | 7340   | 5          | 13,98 | 5797   | 4          | 10,81 | 4277   | 3          | 13,30 | 5803   | 3          | 22,33 | 9807   | 6          | 17,91 | 8004   | 5          | 17,87 | 7118   | 5          |
| Cidadáns (Cs)                                   | 0,95  | 396    | 0          | 5,17  | 2142   | 1          | 5,73  | 2268   | 1          | —     | —      | —          | —     | —      | —          | —     | —      | —          | —     | —      | —          |
| Podemos-Esquerda Unida (EU)-En Marea            | 1,39  | 580    | 0          | 3,60  | 1492   | 0          | 8,14  | 3222   | 2          | 1,63  | 712    | 0          | 1,35  | 594    | 0          | 0,88  | 392    | 0          | 1,13  | 449    | 0          |

## Evolución de la deuda viva municipal
El concepto de deuda viva contempla sólo las deudas con cajas y bancos relativas a créditos financieros, valores de renta fija y préstamos o créditos transferidos a terceros, excluyéndose, por tanto, la deuda comercial.
| Gráfica de evolución de la deuda viva del Ayuntamiento entre 2008 y 2023                             |
| |
| Deuda viva del Ayuntamiento de Pontevedra, en miles de euros, según datos del Ministerio de Hacienda |